# 白腹抖尾地雀
白腹抖尾地雀（學名：Cinclodes palliatus），是秘鲁特有的一种极危雀类。它们是一种非常大的灶鸟，身长约23–24厘米，重约99–109克。
它们栖息于亚热带或热带的高海拔草原，它们目前正在遭受栖息地丧失的威胁。